# Лучжай
Лучжа́й (кит. упр. 鹿寨, пиньинь Lùzhài) — уезд городского округа Лючжоу Гуанси-Чжуанского автономного района (КНР). 

## История
В начале XX века эти земли входили в состав уезда Ложун (雒容县), уезда Юнфу и Чжундуского комиссариата (中渡厅). После Синьхайской революции в Китае была проведена реформа структуры административного деления, в ходе которой комиссариаты были упразднены, и поэтому в 1912 году Чжундуский комиссариат был преобразован в уезд Чжунду (中渡县).
В 1924 году из уезда Юнфу был выделен уезд Люцзян (榴江县).
После вхождения этих мест в состав КНР в конце 1949 года был образован Специальный район Лючжоу (柳州专区), и уезды Ложун, Люцзян и Чжунду вошли в его состав. 29 июня 1951 года эти три уезда были объединены в уезд Лучжай. В декабре 1952 года в провинции Гуанси был создан Гуйси-Чжуанский автономный район (桂西壮族自治区), и Специальный район Лючжоу вошёл в его состав.
В 1953 году Специальный район Лючжоу был расформирован, и уезд перешёл в состав Специального района Гуйлинь (桂林专区) провинции Гуанси. 
В 1958 году провинция Гуанси была преобразована в Гуанси-Чжуанский автономный район; при этом был вновь создан Специальный район Лючжоу, в состав которого вернулся уезд Лучжай.
В 1971 году Специальный район Лючжоу был переименован в Округ Лючжоу (柳州地区).
19 ноября 2002 года округ Лючжоу был расформирован, и уезд перешёл в состав городского округа Лючжоу.

## Административное деление
Уезд делится на 4 посёлка и 5 волостей.